# Jeff Healey
Norman Jeffrey Healey (25. marts 1966 – 2. marts 2008) var en canadisk blues-rock-guitarist.
Jeff Healey mistede begge øjne på grund af kræft da han var et år gammel. Han begyndte at spille guitar da han var tre år gammel. Da han var 17, dannede han bandet Blues Direction, som to år senere blev Jeff Healey Band, sammen med Joe Rockman og Tom Stephen. De fik kontrakt med pladeselskabet Arista Records, og i 1988 udgav de See The Light, som blandt andet inkluderede hitsinglen Angel Eyes. Blandt andre hits er How Long Can a Man Be Strong og en coverversion af The Beatles' While My Guitar Gently Weeps.
Healey var også en god trompetist. 
Healey samlede LP-plader og 78-plader. Hans samling af 78 plader var på flere end 30.000. Han var fra tid til anden vært på radioprogrammer i Toronto, Canada, hvor han boede.
I mange år optrådte Jeff Healey i sin klub, Healey's, på Bathurst Street i Toronto. Her blev der spillet rock om torsdagen og jazz om lørdagen. Klubben flyttede til større lokaler på Blue Jays Way og blev herefter kaldt Jeff Healeys Roadhouse. 
Igennem årene turnerede og optrådte Jeff Healey med mange kendte kunstnere, som for eksempel Stevie Ray Vaughan, BB King, ZZ Top, Steve Lukather, Ian Gillan og Eric Clapton.
Jeff Healey døde af kræft i Toronto den 2. marts 2008.

## Spillestil
Han udviklede sin egen specielle spillestil på guitar allerede fra begynelsen: I stedet for at holde den med strengene lodret spillede han med guitaren liggende på skødet og hånden placeret ovenpå strengene i stedet for bag guitarhalsen, som det normalt gøres. Dette gav ham fordele som øgede vibrato og spændvidde på fingrene, og han kunne derfor tage akkorder og løb som ville være vanskelige eller umulige med almindelig spillestil.

## Diskografi
- 1988 See the Light
- 1990 Hell to Pay
- 1992 Feel This
- 1995 Cover to Cover
- 1998 Very Best Of
- 1999 Master Hits Remastered
- 2000 Get Me Some
- 2002 Among Friends
- 2004 Adventures in Jazzland
- 2006 It's Tight Like That
- 2008 Mess Of Blues

## Eksterne links
- Rockband Arkiveret 8. marts 2008 hos  Wayback Machine
- JazzBand Arkiveret 29. september 2007 hos  Wayback Machine

1. ↑  Navnet er anført på svensk og stammer fra Wikidata hvor navnet endnu ikke findes på dansk.
2. ↑  Navnet er anført på svensk og stammer fra Wikidata hvor navnet endnu ikke findes på dansk.